# 国防動員法
国防動員法（こくぼうどういんほう、簡体字: 国防动员法）は、2010年から施行された中華人民共和国の法律。

## 概要
1994年に設置された国家国防動員委員会によって2005年に提出され、2010年2月26日に開かれた中華人民共和国第十一届全国人民代表大会常務委員会第十三次会議で決定、2010年7月1日から施行された。

### 経緯
1994年の委員会設置から国防動員法の成立までの間に、新たな国防基本法となる国防法(1997）が施行され、同年人民防空法も施行、1998年には兵役法が改正され、2000年に現役将校法を修正した。また、2001年には国防教育法が新たに成立、2003年には中国人民解放軍政治工作条例を修正し他国への世論戦などを規定した。
2008年には行政部局を統廃合し国家国防科技工業局を設立し宇宙航空部門と国有企業の監督を集約させた。2009年は中国の特許法となる専利法を改正し、有事の際には登録された特許の無承諾での徴用が可能となっている。これらの法令群の一斉改正の言わば集大成として、国防動員法が制定された。なお、法案提出機関でもある国防動員委員会が、同法によって権限を規定され、具体的な動員令の実務調整に当たる。